# Grafmonument van A.M. van den Bergh-Sassen
Het grafmonument van A.M. van den Bergh-Sassen is een grafmonument uit het laatste kwart van de 19e eeuw, op de begraafplaats bij de Sint-Lambertuskerk in de Nederlandse plaats Veghel.

## Achtergrond
Medicinae doctor Henricus Philippus van den Bergh (1812-1889) woonde met zijn gezin in Veghel. Van den Bergh was onder meer lid van de geneeskundige raad voor Noord-Brabant en Limburg en president van de Veghelse Spaarbankvereniging. Na het overlijden van zijn echtgenote Anna Maria Sassen (1816-1887) liet hij een grafmonument maken door de Bossche steenhouwer Nicolaas Glaudemans. Twee jaar later werd hij zelf in het graf bijgezet. De firma Glaudemans zou in 1906 ook het grafmonument van hun zoon Hubert maken.

## Beschrijving
Het grafmonument bestaat uit een grote hellende graftombe. Op de zijkanten zijn in reliëf vanitassymbolen aangebracht, waaronder een zandloper en een omgekeerde toorts. Aan de achterzijde van de tombe zijn de symbolen van geloof, hoop en liefde te zien en aan de voorzijde een anker met klimop. Centraal op de deksel van de tombe is binnen een cirkel een familiewapen aangebracht, met daaromheen de tekst "ONZE SCHEIDING ZAL NIET LANG ZIJN". Aan de bovenzijde van de tombe ligt een kruis op een voetstuk in lessenaarvorm, met aan weerszijden in reliëf een griffioen. Het deksel vermeldt de namen en levensdata van het echtpaar Van den Bergh-Sassen.
De tombe staat op een lage voet. Op de hoeken zijn zuilen geplaatst met aan de bovenkant ijzeren leeuwenkopjes, die een ketting vasthielden. De ketting is deels niet meer aanwezig. Op de zuil rechts vooraan staat in reliëf de naam van steenhouwer Glaudemans.

## Afbeeldingen

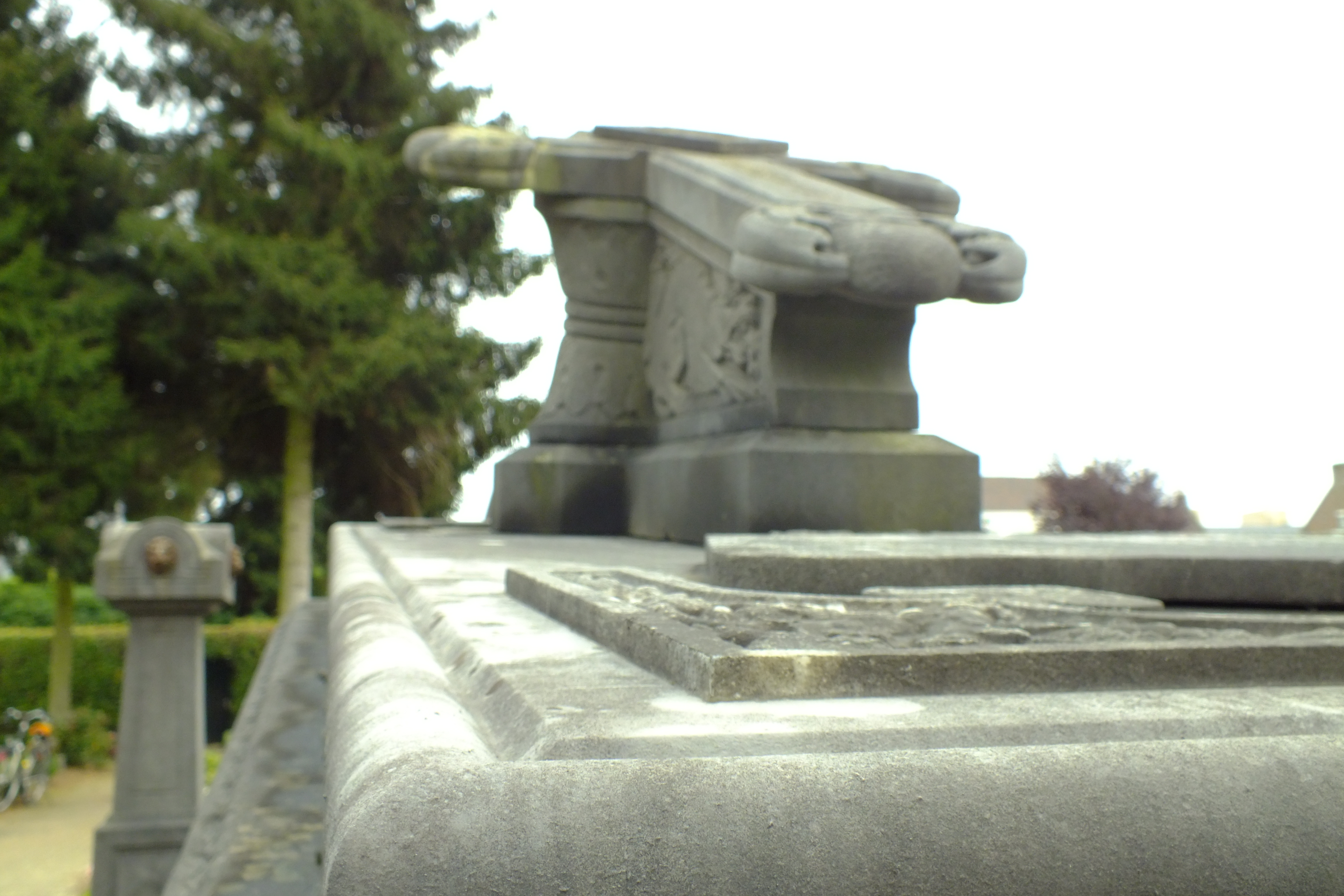
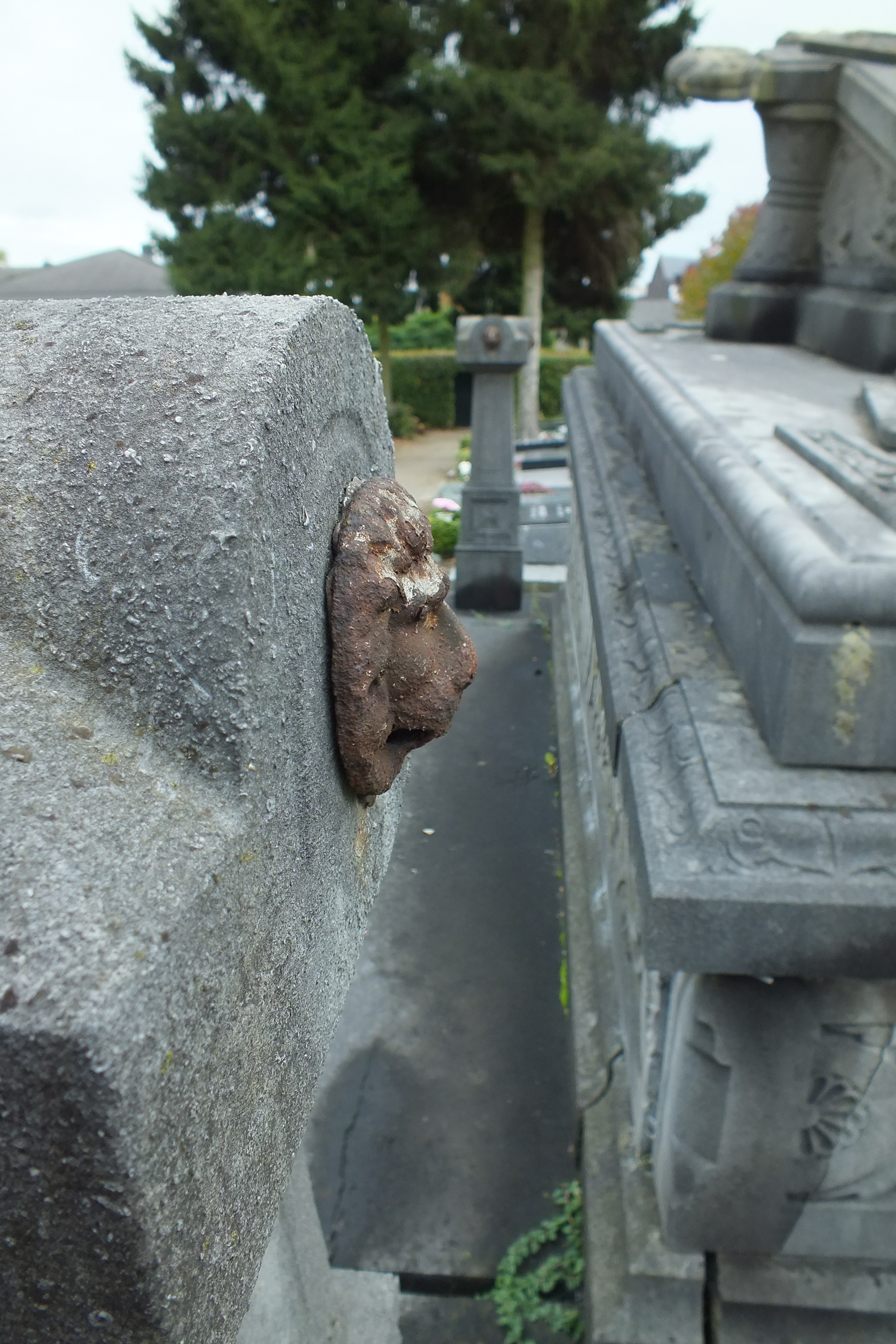
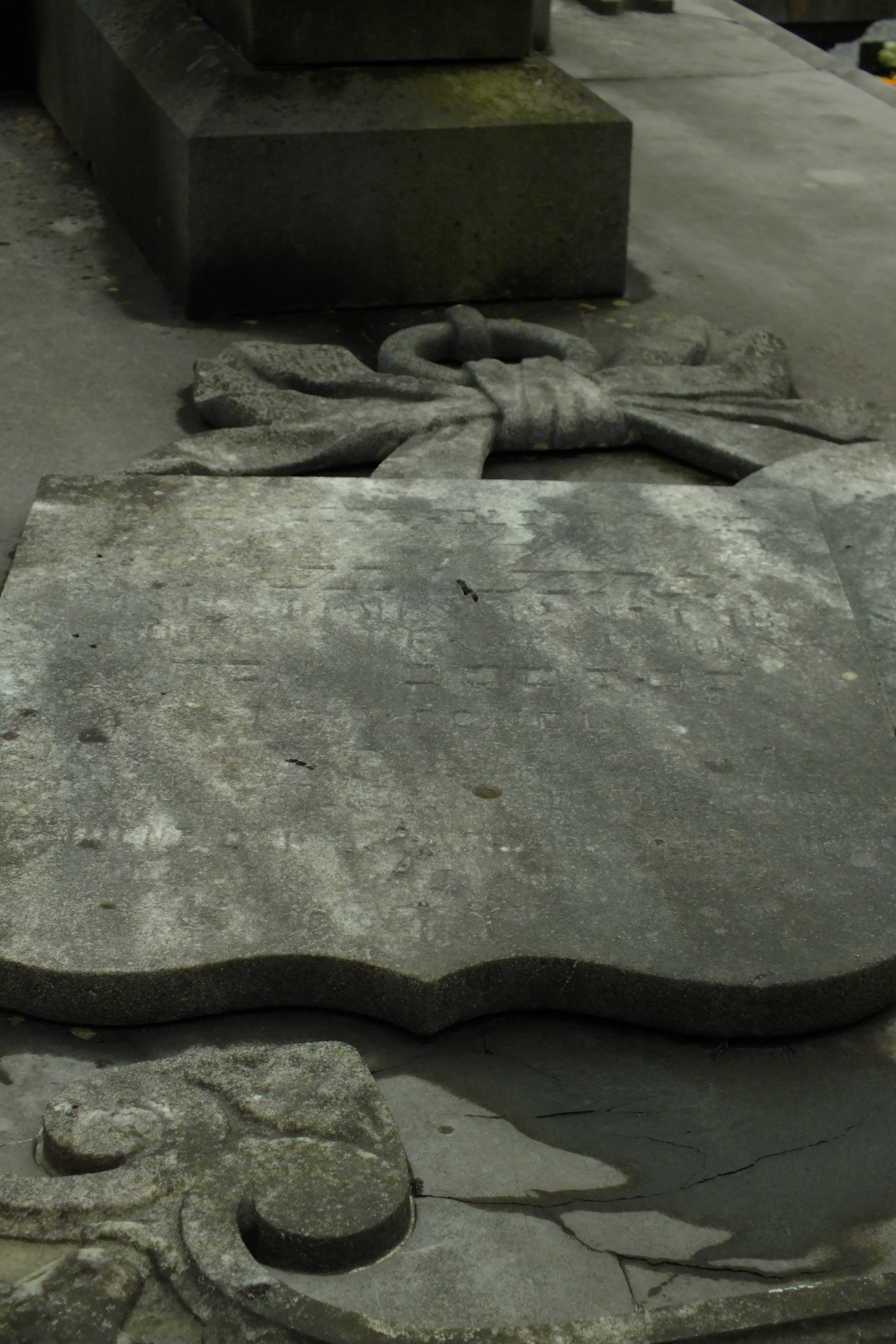

## Waardering
Het grafmonument werd in 2002 als rijksmonument in het Monumentenregister opgenomen, vanwege de "heeft cultuurhistorisch belang als bijzondere uitdrukking van een geestelijke en culturele ontwikkeling, namelijk de manifestatie van de katholieke graf- en devotiecultuur. Het heeft kunsthistorische waarde wegens materiaalgebruik, ornamentiek en vormgeving."